# Piet van Heusden
Piet van Heusden   (Amsterdam, 11 de juliol de 1929 - 15 de gener de 2023) va ser un ciclista neerlandès. Com a ciclista amateur guanyà el Campionat del món en Persecució de 1952.

## Palmarès en pista
- 1952
  -  Campió del món amateur en persecució
  -  Campió dels Països Baixos amateur de persecució
- 1953
  -  Campió dels Països Baixos amateur de persecució
- 1954
  -  Campió dels Països Baixos amateur de persecució
- 1955
  -  Campió dels Països Baixos amateur de persecució